# Capela de Nossa Senhora do Livramento (Estoril)
A Capela de Nossa Senhora do Livramento (ou da Luz) localiza-se no centro da povoação epónima, na freguesia de Cascais e Estoril, distrito de Lisboa, em Portugal.
Considera-se que a capela terá sido erguida no século XVII, embora surja numa lápide no seu frontispício a data de 1757, ano da sua reconstrução após o terramoto de 1755. É uma construção barroca mas de grande sobriedade, com uma planta composta por uma nave longitudinal e uma capela-mor retangular, abobadada e profunda, estando-lhe unidos lateralmente os corpos da sacristia e uma pequena dependência. Como particularidade, é de relevo o acesso ao Coro-Alto, realizado através do exterior. Em conjunto com o seu adro murado e fontanário, constitui-se em imóvel de valor concelhio.
Pertence atualmente à paróquia de São Pedro e São João, tendo estado ligada ao Morgado da Samarra até à década de 70 do século XX.